# Hermann I. (Thüringen)

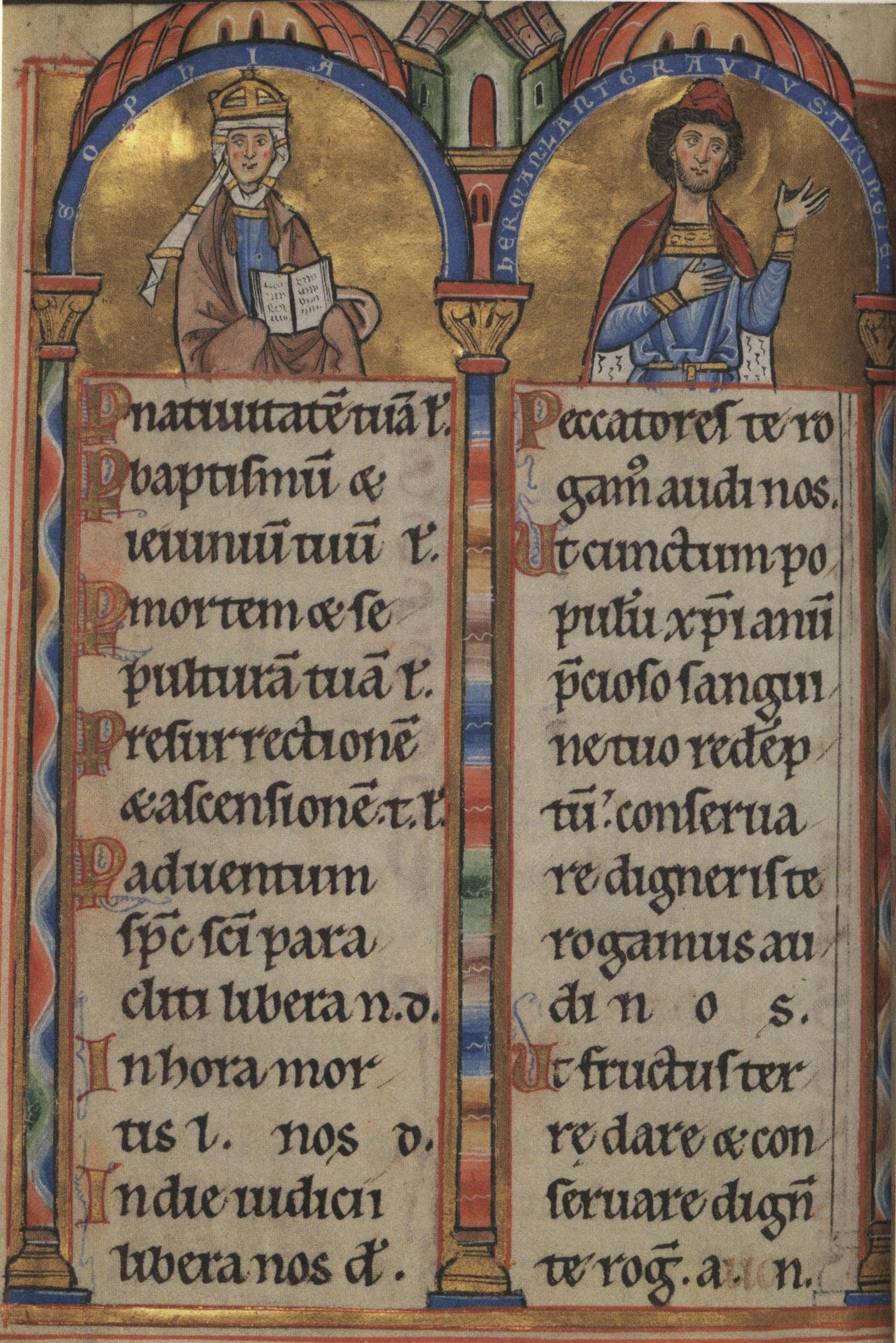
Landgraf Hermann von Thüringen und seine Gemahlin Sophie, Landgrafenpsalter (1211–1213), Stuttgart, Württembergische Landesbibliothek, HB II 24, fol. 174v.

Hermann I. oder Hermann von Thüringen (* um 1155; † 25. April 1217 in Gotha) aus der Familie der Ludowinger war zunächst Pfalzgraf von Sachsen und ab 1190 Landgraf von Thüringen.

## Leben
Hermann war der jüngere Sohn Ludwigs II. von Thüringen und dessen Gemahlin Jutta, einer Halbschwester Kaiser Friedrich Barbarossas. Vermutlich wurde Hermann gemeinsam mit seinem älteren Bruder, dem späteren Ludwig III., unter anderem am Hof Ludwigs VII. von Frankreich erzogen. Ludwig II. habe vorgehabt, nacheinander alle seine vier Söhne nach Paris zu schicken, um zu erfahren, welcher sich am ehesten für die Wissenschaft eigne. Hiermit ist der Standard des deutschen Laienadels überschritten und es wird ein Bildungsanspruch sichtbar, der zuvor eher unüblich war. 1181 erhielt Hermann von Ludwig III. die Pfalzgrafschaft Sachsen. Nachdem Ludwig III. 1190 beim Dritten Kreuzzug gestorben war, erbte Hermann auch die Landgrafschaft.
1197 beteiligte sich Hermann am Kreuzzug seines Cousins Kaiser Heinrichs VI., der nach dem überraschenden Tod Heinrichs vorzeitig abgebrochen wurde.
Nach dem Tod Heinrichs VI. 1197 rangen die beiden gewählten Könige Philipp von Schwaben und Otto IV. im Deutschen Thronstreit um die Anerkennung ihrer Königsherrschaft. Landgraf Hermann wechselte dabei mehrmals die Seiten. Er bemühte sich, durch diese Wechsel sein Herrschaftsgebiet zu vergrößern und geschlossener zu gestalten. Dem gleichen Ziel diente die von ihm fortgesetzte Heiratspolitik der Thüringer: Er war selbst der Cousin des Königs Ottokar von Böhmen und verheiratete seinen Sohn Ludwig mit der ungarischen Prinzessin Elisabeth. 1211 entschied er sich, Barbarossas Enkel Friedrich II. bei dessen Bewerbung um die deutsche Königskrone zu unterstützen.
Durch seine zeitweise Erziehung in Paris war er mit zeitgenössischer französischer Literatur bekannt, deren deutsche Neubearbeitung er förderte. Am Landgrafenhof entstanden unter anderem Heinrich von Veldekes Eneasroman, Wolfram von Eschenbachs Willehalm, möglicherweise auch Teile des Parzival und Herbort von Fritzlars Liet von Troye. Die Wartburg wurde unter seiner Herrschaft endgültig zum Hauptsitz der Ludowinger. 1206 soll dort der – fiktive – Sängerkrieg stattgefunden haben, an dem so bedeutende Minnesänger wie Walther von der Vogelweide und Wolfram von Eschenbach teilgenommen haben sollen.
Am 25. April 1217 starb Hermann I. in Gotha. Er wurde im Katharinenkloster zu Eisenach beigesetzt. Nachfolger wurde sein Sohn Ludwig IV.

## Ehen und Nachkommen
Hermann heiratete 1181 in erster Ehe Sophia von Sommerschenburg (* vor 1144; † 1189/90), die Tochter des Pfalzgrafen von Sachsen Friedrichs II. und Luidgards von Stade. Sophia war somit eine Großcousine seines Vaters. Sophia war die Witwe des Grafen Heinrich I. von Wettin.
Mit Sophia hatte Hermann zwei Töchter:
- Jutta (* 1184; † 1235), 1. ⚭ 1197 Markgraf Dietrich von Meißen (* 1162; † 1221, genannt der Bedrängte), 2. ⚭ 1223 Graf Poppo VII. von Henneberg (* 1185/90; † 1245)

- Hedwig († 1247), ⚭ um 1211 Graf Albrecht von Orlamünde, Graf von Holstein

1196 heiratete er Sophia (* 1170; † 1238), Tochter Herzog Ottos I. von Bayern. Der Ehe entstammen weitere sechs Kinder:
- Irmgard (* 1196; † 1244), ⚭ 1211 Fürst Heinrich I. von Anhalt

- Hermann (* vor 1200; † 1216)
- Ludwig IV. (* 1200; † 1227), 1217–1227 Landgraf in Thüringen, ⚭ 1221 Elisabeth (1207–1231, 1235 heiliggesprochen), Tochter König Andreas’ II. von Ungarn

- Heinrich Raspe (1204–1247), 1227–1247 Landgraf von Thüringen, 1246/47 römisch-deutscher Gegenkönig
- Agnes (* 1205; † vor 1247), 1. ⚭ 1225 Heinrich von Babenberg, genannt der Grausame oder der Gottlose (* 1208; † 1228), 2. ⚭ 1229 Herzog Albrecht I. von Sachsen (* um 1175; † 1261)

- Konrad (* 1206/07; † 1240), 1239/40 Hochmeister des Deutschen Ordens